# Breny
Breny est une commune française située dans le département de l'Aisne en région Hauts-de-France. Elle se rattache à l'arrondissement de Soissons et au canton de Villers-Cotterêts. Depuis 1994, elle constitue avec les vingt-cinq autres communes de ce dernier la communauté de communes du canton d'Oulchy-le-Château. Ses habitants s'appellent les Bernois et les Bernoises.
Placée au centre ouest du plateau du Tardenois et arrosée par la rivière Ourcq, la commune de Breny est tournée vers l'agriculture. C'est ce qui modèle son paysage : les grandes étendues cultivées sur les hauteurs alternent avec les bosquets et le corridor forestier de la rivière. La région abonde en sources et en rus.
Le site de Breny est occupé depuis le Néolithique. Riche d'histoire antique et médiévale, ce village vieux de deux mille ans abrite plusieurs monuments et objets d'intérêt, classés ou inscrits, ainsi qu'une imposante nécropole gallo-romaine et mérovingienne de 2 200 tombes.
Plusieurs éléments concordants semblent indiquer que le centre de la localité occuperait l'emplacement du palais disparu de Brennacum cité par Grégoire de Tours, villa de plaisance édifiée par le roi Clotaire Ier, fils de Clovis.

## Géographie

### Localisation
Les coordonnées géodésiques du village de Breny (repère IGN de la mairie) sont :
- 3° 20' 57,5" de longitude E et 49° 11' 08,7" de latitude N selon le système RGF93 (ellipsoïde : IAG GRS80) ;
- 673,82 E et 165,56 N selon le système NTF (projection Lambert)[2].

L'altitude varie entre 82 m et 155 m au-dessus du niveau de la mer. Ce qui — compte tenu de la taille modeste de la commune, 4,52 km2 — laisse entendre un paysage animé et une déclivité notable par endroits : un des lieux-dits de Breny est ainsi dénommé, non sans quelque exagération, la Montagne.

### Géologie et paysages
Géologiquement, Breny appartient au plateau du Tardenois, vaste massif ondulé s'étendant au sud de l'Aisne et débordant sur le département de la Marne. Dans ce secteur, se développe une couche de sols argilo-calcaires, caillouteux par endroits, sur une importante base de calcaire grossier. Il y a 45 millions d'années, à la période dite du Lutétien, la mer s'étendait jusqu'à cette extrémité orientale du Bassin parisien. Le calcaire de la région, jaune clair, tendre mais présentant la particularité de durcir à l'air, est donc riche en fossiles. La commune de Breny est d'ailleurs répertoriée comme gisement du Lutétien par le Muséum national d'histoire naturelle.
Le long de la vallée de l'Ourcq qui traverse la commune, l'érosion du calcaire a provoqué par endroits la formation de petites falaises - quinze à vingt mètres au plus - dont la couleur jaune pâle tranche sur la végétation luxuriante. Celles-ci sont creusées de grottes, appelées « creuttes » ou « creutes » en patois picard, aménagées par l'homme depuis des temps immémoriaux : l'une d'elles a abrité une sépulture collective au Néolithique (cf. infra, Préhistoire). Le ruissellement du lierre, le mystère ombreux de ces espaces troglodytes font parfois irrésistiblement penser aux paysages pré-romantiques d'Hubert Robert.
Sur les hauteurs du plateau, s'étale la grande culture dans un parcellaire vaste, géométrique et mollement ondulé, à peine interrompu par la tache sombre de quelque bosquet touffu ou la ligne de végétation bordant un petit ru.

### Hydrographie
Au point le plus bas de la commune, coule l'Ourcq. Sa pente est peu prononcée. Dessinant de nombreux méandres, la rivière alterne ici radiers à courant vif et mouilles paresseuses. Elle est non navigable, non flottable, donc non domaniale : le lit et les berges, aux endroits bordant les propriétés particulières, sont privés.
Son lit mineur est aujourd'hui bien défini mais il n'en fut pas toujours ainsi. Jusqu'au Moyen Âge, la faible déclivité de l'Ourcq en faisait une région de marais. Quelques toponymes en conservent le souvenir : au centre même du village, le lieu-dit situé au pied de la terrasse de l'église dominant la rivière est toujours dénommé le Marais, bien que depuis longtemps terre ferme et boisée de feuillus.
Les crues sont rares et les berges suffisamment fixées par une ripisylve naturelle pour limiter leur érosion. On note la présence abondante de l'aulne glutineux, du frêne élevé, du saule blanc pour la strate arborescente, du noisetier pour la strate arbustive, d'un cordon fourni de plantes hélophytes comme diverses espèces de laîches pour la strate herbacée. Ce corridor forestier qui accompagne la rivière constitue un ensemble fragile et facilement altérable, comme toute ripisylve : outre une attention soutenue, il devrait nécessiter l'information, voire l'éducation des riverains.
L'Ourcq s'enrichit d'un affluent « officiel » en traversant Breny - le ru de Chaudailly - mais bien d'autres petits ruisseaux s'y jettent. Le pays compte en effet de nombreuses sources. L'une d'elles, particulièrement peu chargée en nitrates (données et réf. en attente) alimente en eau potable toute la commune qui assure elle-même la distribution.

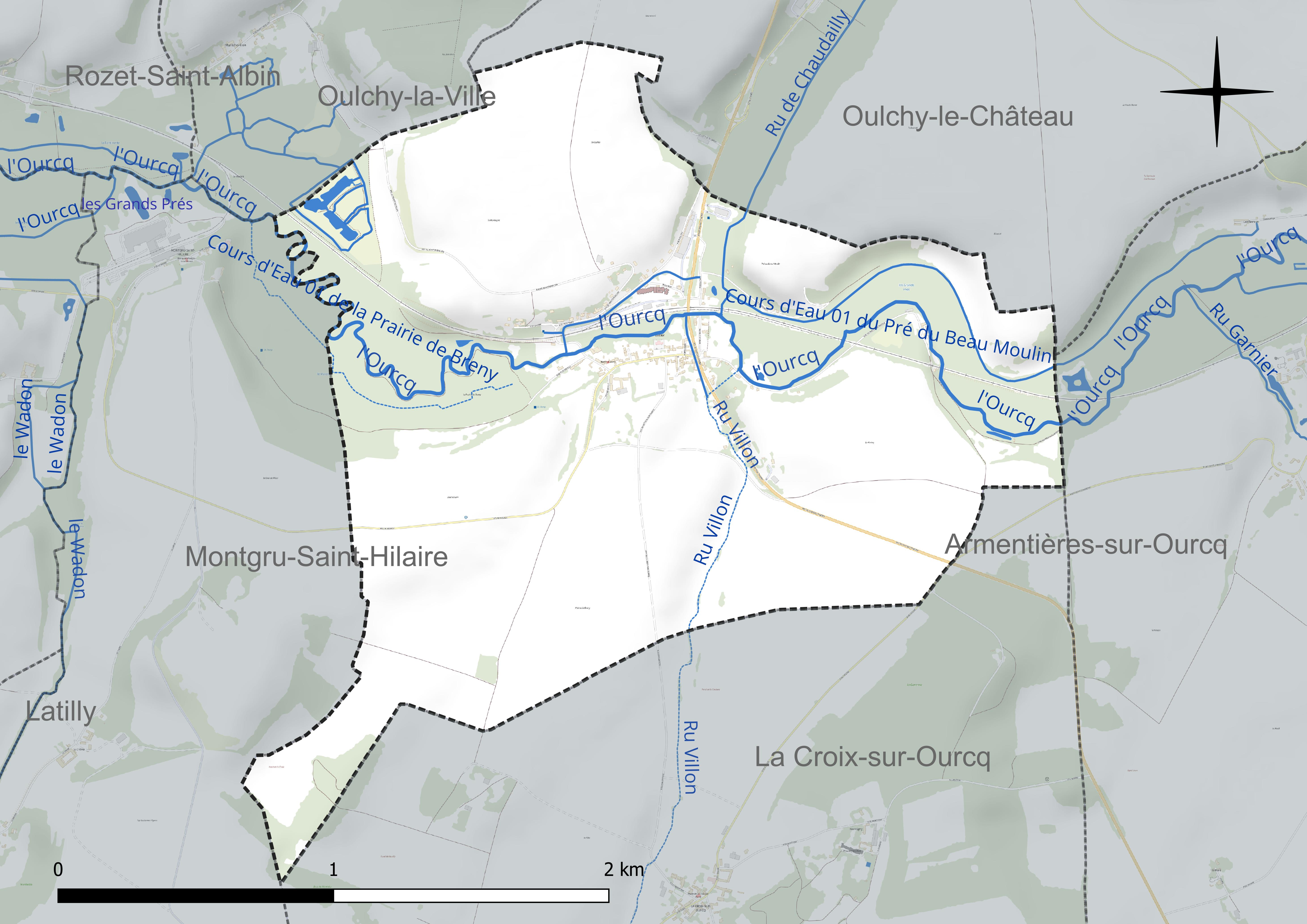
Réseau hydrographique de Breny.

### Climat
Pour des articles plus généraux, voir Climat des Hauts-de-France et Climat de l'Aisne.
En 2010, le climat de la commune est de type climat océanique dégradé des plaines du Centre et du Nord, selon une étude du CNRS s'appuyant sur une série de données couvrant la période 1971-2000. En 2020, Météo-France publie une typologie des climats de la France métropolitaine dans laquelle la commune est exposée à un climat océanique altéré et est dans la région climatique Nord-est du bassin Parisien, caractérisée par un ensoleillement médiocre, une pluviométrie moyenne régulièrement répartie au cours de l’année et un hiver froid (3 °C).
Pour la période 1971-2000, la température annuelle moyenne est de 10,6 °C, avec  une amplitude thermique annuelle de 15,4 °C. Le cumul annuel moyen de précipitations est de 729 mm, avec 11,8 jours de précipitations en janvier et 8,5 jours en juillet. Pour la période 1991-2020 la température moyenne annuelle observée sur la station météorologique la plus proche, située sur la commune de Blesmes à 18 km à vol d'oiseau, est de 10,6 °C et le cumul annuel moyen de précipitations est de 713,0 mm,. Pour l'avenir, les paramètres climatiques de la commune estimés pour 2050 selon différents scénarios d’émission de gaz à effet de serre sont consultables sur un site dédié publié par Météo-France en novembre 2022.

### Environnement
- Le marais de Montchevillon

Breny partage avec quatre communes limitrophes une Zone naturelle d'intérêt écologique, faunistique et floristique (ZNIEFF) de 191 ha. Le site concerne le marais de Montchevillon, un des derniers de la région, dont une partie se situe sur le territoire de Breny, et le bois de Lud qui en assure la protection par la filtration des eaux de ruissellement.
L'ensemble du marais est installé sur une tourbe enrichie d'alluvions du quaternaire. Il présente une intéressante mosaïque de milieux ouverts - ensembles de roseaux, de laîches, de marisques - favorables à la faune aviaire palustre. Parmi les espèces pouvant y être observées : le Potamogeton coloratus (potamot coloré), espèce protégée en France, la fougère spécifique des roselières de milieux tourbeux Thelypteris palustris (thélyptéride des marais), le Cladium mariscus (marisque) en forte régression en Picardie, le Sonchus palustris (laiteron des marais) également devenu rare en région picarde, l'orchidée Ophrys fuciflora sur les coteaux montant vers le bois, etc. Cette zone est fréquentée, entre autres, par la bouscarle de Cetti, petite fauvette fort discrète, et la pie-grièche écorcheur inscrite à la directive oiseaux.
Selon les observations du Conservatoire des sites naturels de Picardie, le site est malheureusement menacé, notamment par des travaux de drainage profond et le développement intensif de la culture du peuplier (les peupleraies représentent aujourd'hui plus de la moitié de la surface du marais) qui assèchent les roselières. En 1996, le Conservatoire constatait déjà la perte d'une grande partie d'espèces protégées.

## Urbanisme

### Typologie
Au 1er janvier 2024, Breny est catégorisée commune rurale à habitat dispersé, selon la nouvelle grille communale de densité à 7 niveaux définie par l'Insee en 2022.
Elle est située hors unité urbaine. Par ailleurs la commune fait partie de l'aire d'attraction de Château-Thierry, dont elle est une commune de la couronne,. Cette aire, qui regroupe 52 communes, est catégorisée dans les aires de moins de 50 000 habitants,.

### Occupation des sols
L'occupation des sols de la commune, telle qu'elle ressort de la base de données européenne d’occupation biophysique des sols Corine Land Cover (CLC), est marquée par l'importance des territoires agricoles (71,9 % en 2018), en augmentation par rapport à 1990 (71,1 %). La répartition détaillée en 2018 est la suivante : 
terres arables (69,2 %), forêts (20,7 %), zones urbanisées (7,4 %), zones agricoles hétérogènes (2,6 %).
L'évolution de l’occupation des sols de la commune et de ses infrastructures peut être observée sur les différentes représentations cartographiques du territoire : la carte de Cassini (XVIIIe siècle), la carte d'état-major (1820-1866) et les cartes ou photos aériennes de l'IGN pour la période actuelle (1950 à aujourd'hui).

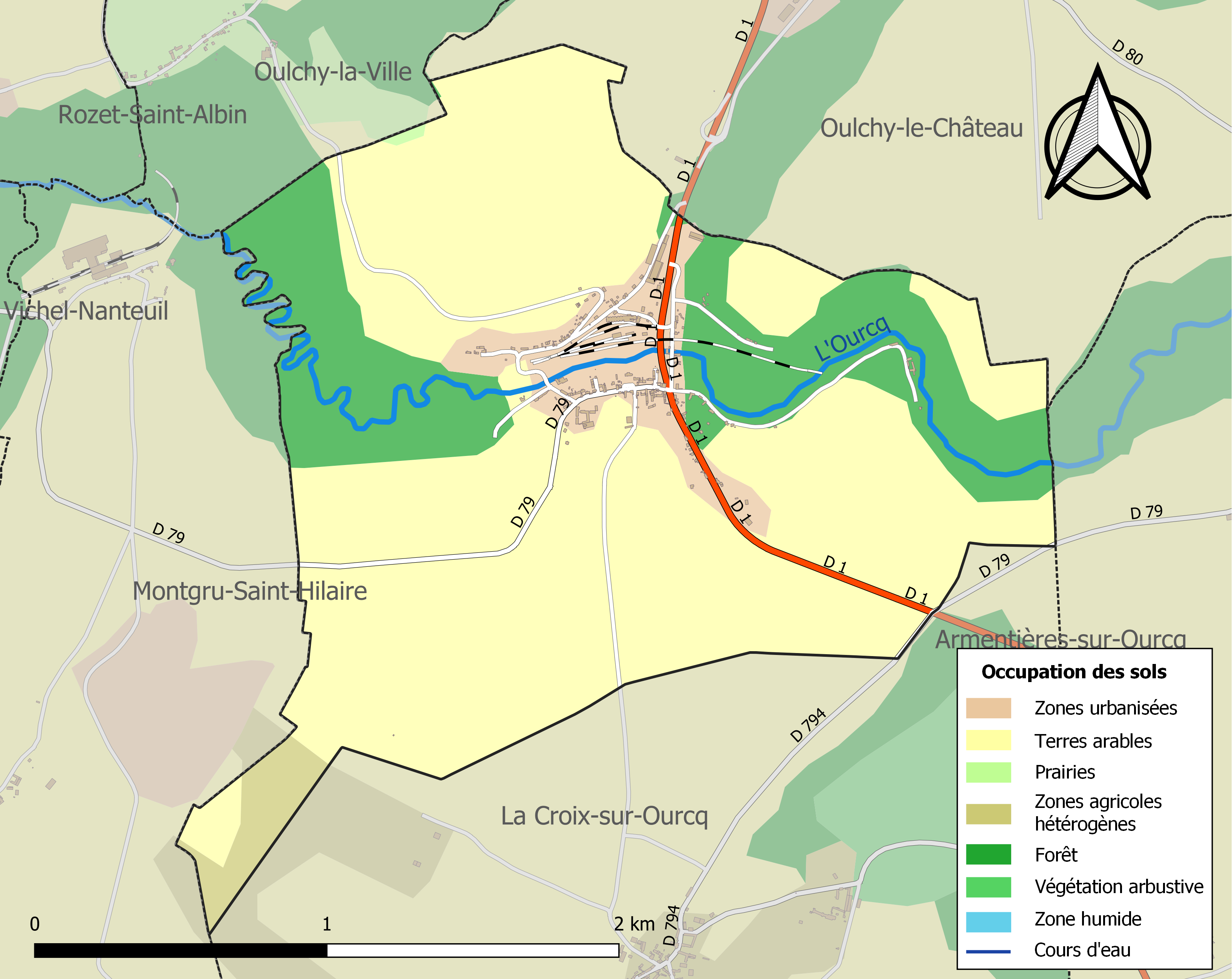
Carte des infrastructures et de l'occupation des sols de la commune en 2018 (CLC).

## Toponymie
Le nom de la localité est attesté sous la forme Berny en 1654.
Métathèse de Berny.

## Histoire

### Préhistoire

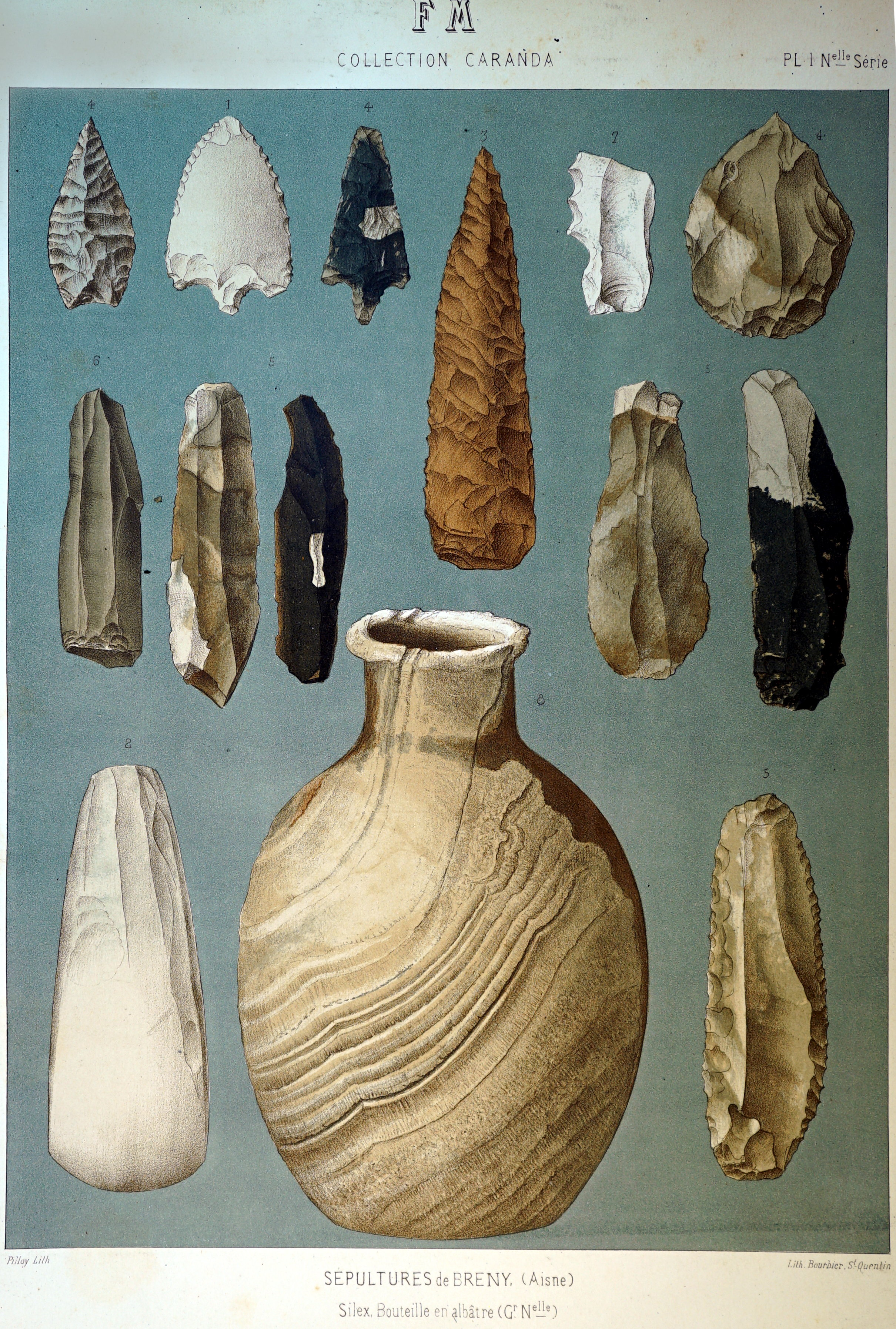
Objets lithiques trouvés à Breny.

La présence de l'homme est attestée à Breny dès le Néolithique (Ve-IIIe millénaires av. J.-C.) grâce à l'existence d'une sépulture collective de cette période. Celle-ci fut découverte fortuitement entre 1936 et 1939 (date à préciser) à l'occasion de la construction d'un pont : afin d'extraire des matériaux de remblai, les terrassiers éventrèrent une falaise et mirent au jour, dans une ancienne grotte, une « caverne sépulcrale » abritant soixante à soixante-dix corps « rangés en deux lignes, entassés les uns sur les autres, les pieds contre les plus longues parois ». Certains crânes présentaient des traces de trépanation après décès. À l'époque de cette découverte, la préservation de vestiges du Néolithique ne paraissait sans doute qu'une donnée négligeable et les travaux de construction du pont reprirent sans tarder : la caverne fut complètement détruite et la plupart des squelettes s'en allèrent combler le remblai de l'ouvrage d'art. Selon l'historien Bernard Ancien qui a pu les observer, une trentaine de crânes fut toutefois épargnée et portée au cimetière de Breny, mais l'emplacement de l'inhumation n'a pas été noté et nul ne s'en souvient aujourd'hui au village.
L'occupation du site de Breny est vraisemblablement antérieure au Néolithique. Toute cette région du Tardenois a en effet donné son nom à une culture du Mésolithique (XIe-Ve millénaires av. J.-C.), le Tardenoisien, célèbre pour son industrie de microlithique. Ainsi, le site de la Sablonnière à Coincy-l'Abbaye, qui a livré des micro-silex d'une grande qualité d'exécution - au point qu'on parle d'un « style de Coincy » - n'est distant de Breny que d'à peine huit kilomètres. On peut d'autre part raisonnablement considérer que le cours alors marécageux de l'Ourcq, par la présence du gibier d'eau, ait pu attirer les chasseurs et archers du Mésolithique. Si ces suppositions sont fondées, précisons cependant qu'aucune trace matérielle de cette présence n'a été mise au jour jusqu'à présent.

### L'époque gallo-romaine
Présence d'une nécropole gallo-romaine et mérovingienne sur la commune.

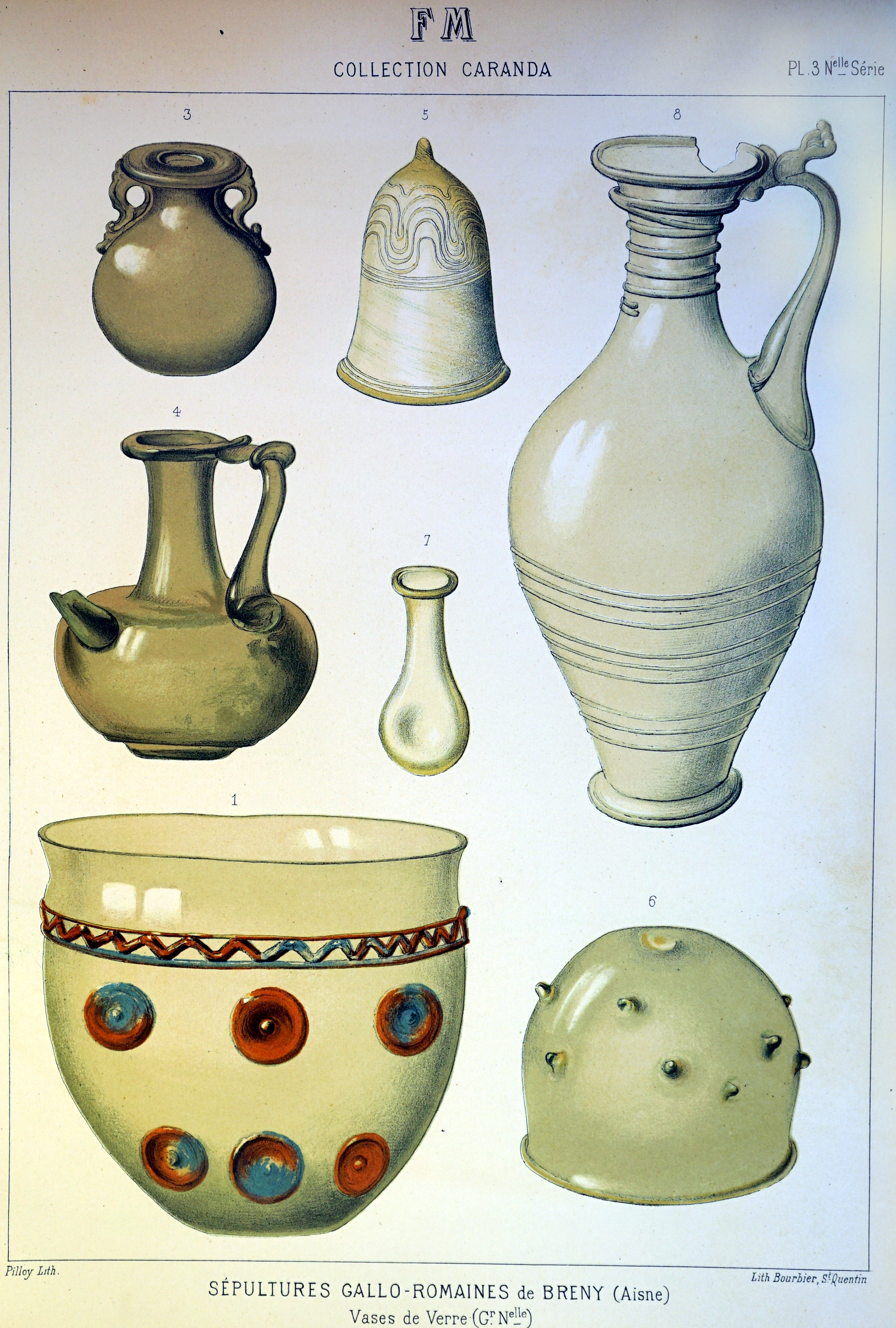
Gallo-romain,
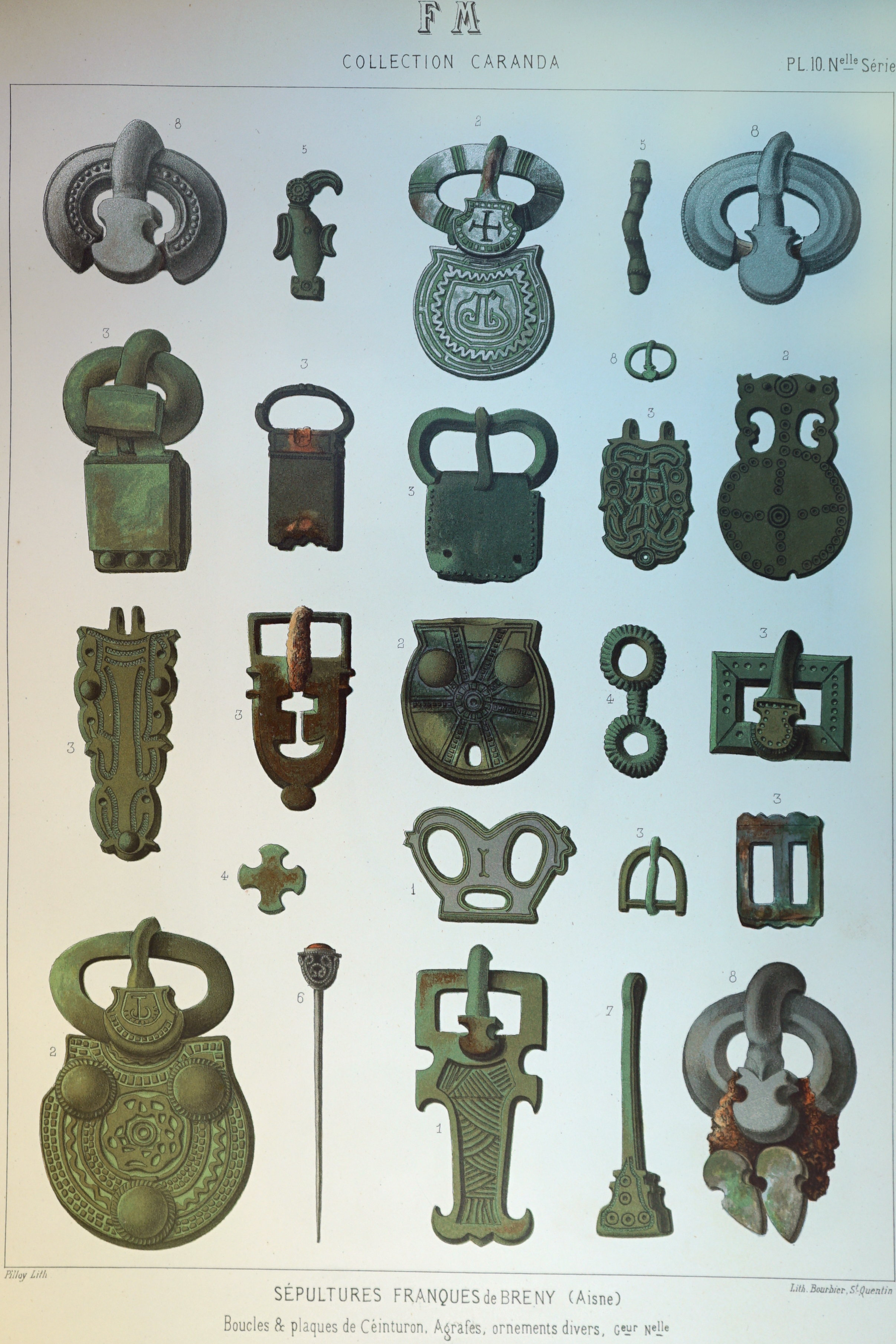
sur un dessin
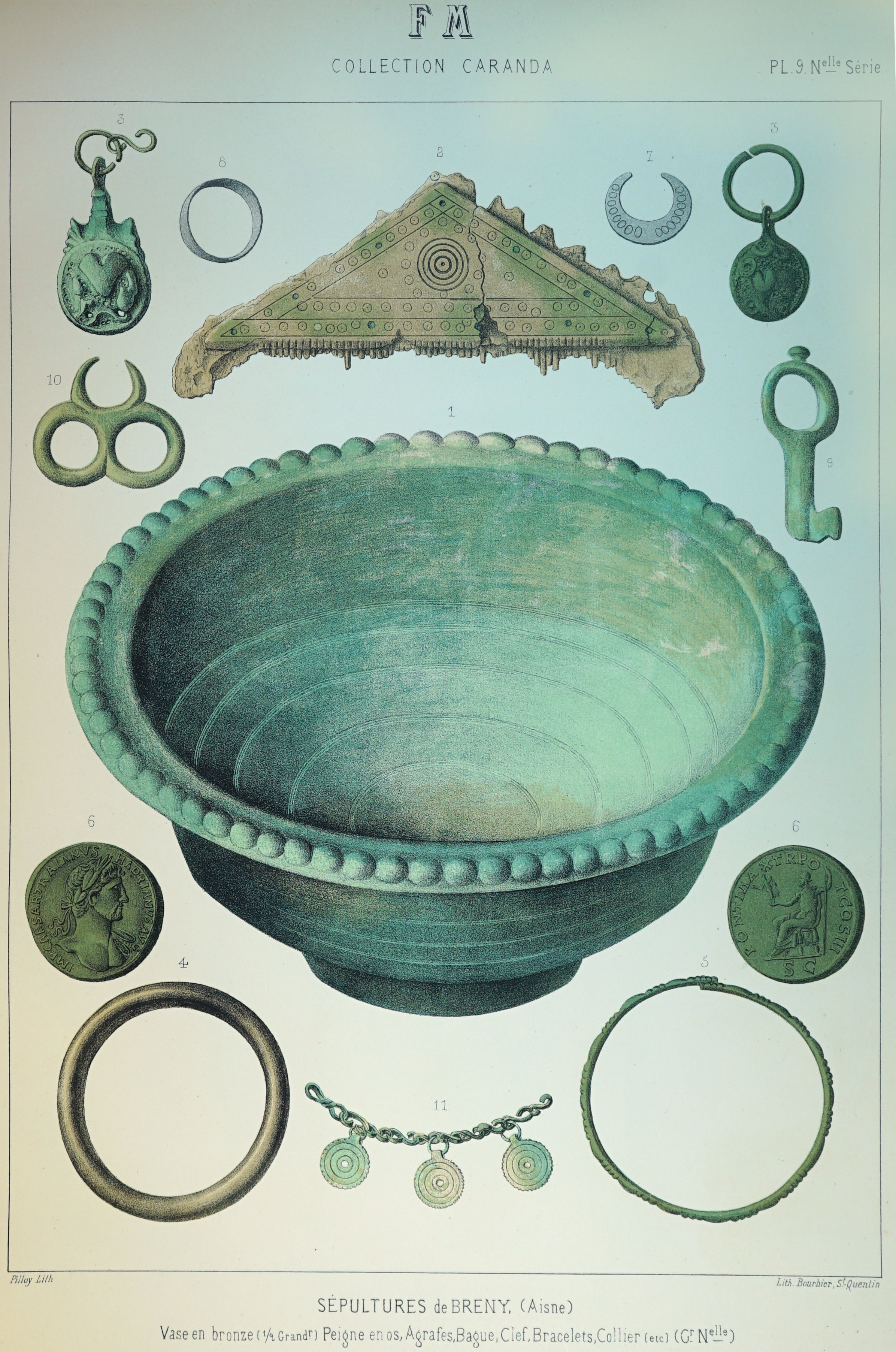
de Pilloy.

### Le Moyen Âge
Dans la recherche de la localisation de la villa Brennacum, ancien palais royal mérovingien où ont vécu les rois Clotaire Ier et ses fils Sigebert Ier et Chilpéric Ier, les historiens l'ont située à Braine, à Bargny, à Brétigny, puis, en 1875, à Berny-Rivière d'après Auguste Longnon. La découverte d'un cimetière de 2 200 tombes à Breny, au lieu-dit « Le  Martois » utilisé entre le Bas-Empire et le VIIIe siècle. Certaines tombes avaient un mobilier de qualité faisant supposer que des personnages importants y ont été inhumés, d'autres un mobilier montrant une provenance lointaine. Ces différentes découvertes, si elles ne permettent pas d'affirmer sans doute que Breny était le site de la villa Brennacum, elles donnent des éléments pouvant le laisser supposer.

### L'Ancien Régime

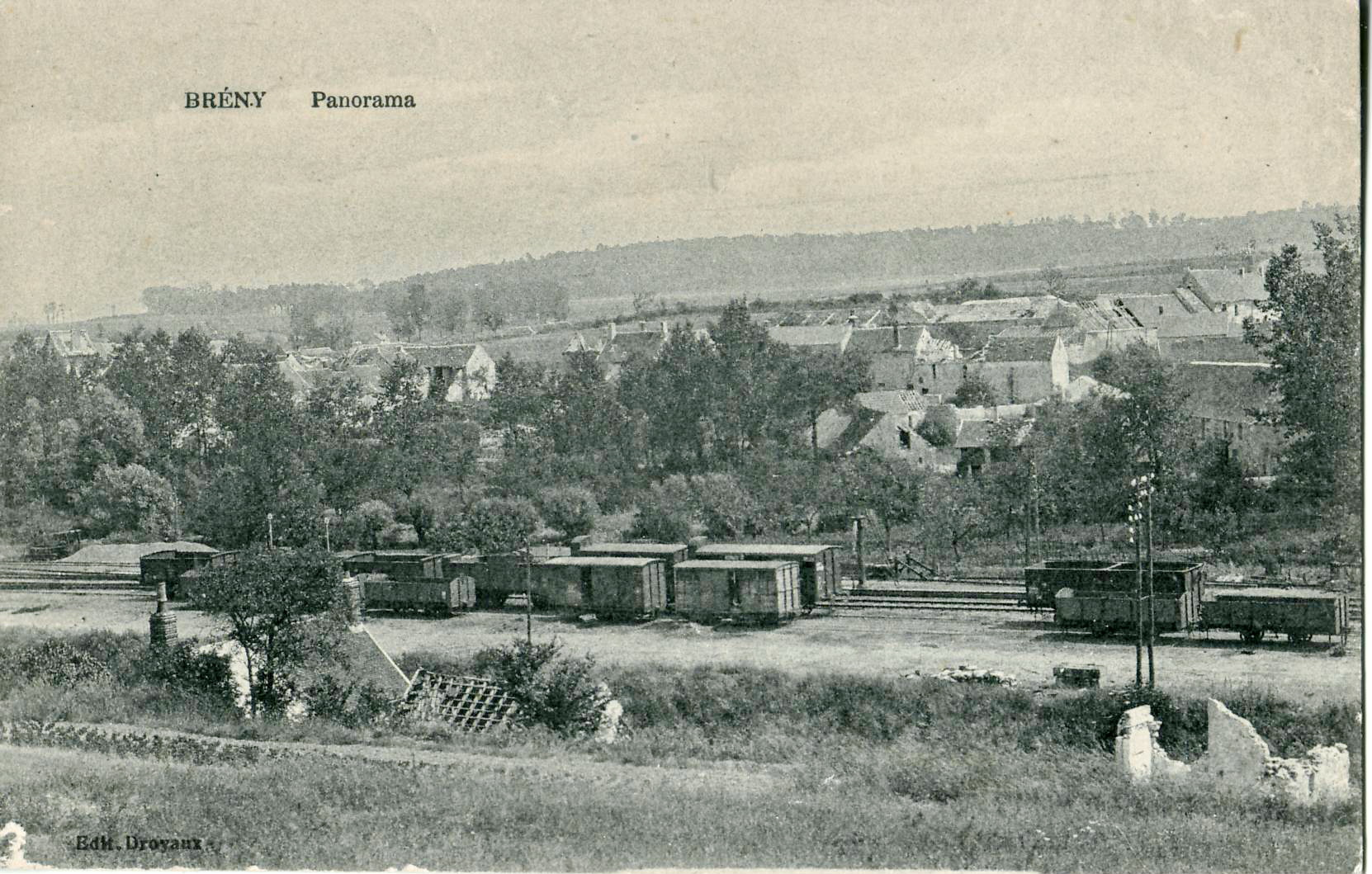
La gare d'Oulchy - Breny, avant la Première Guerre mondiale.

## Politique et administration

### Découpage territorial
La commune de Breny est membre de la communauté de communes du Canton d'Oulchy-le-Château, un établissement public de coopération intercommunale (EPCI) à fiscalité propre créé le 30 décembre 1994 dont le siège est à Oulchy-le-Château. Ce dernier est par ailleurs membre d'autres groupements intercommunaux.
Sur le plan administratif, elle est rattachée à l'arrondissement de Soissons, au département de l'Aisne et à la région Hauts-de-France. Sur le plan électoral, elle dépend du  canton de Villers-Cotterêts pour l'élection des conseillers départementaux, depuis le redécoupage cantonal de 2014 entré en vigueur en 2015, et de la cinquième circonscription de l'Aisne  pour les élections législatives, depuis le dernier découpage électoral de 2010.

### Administration municipale
| Période                                  | Période                       | Identité            | Étiquette | Qualité                                   |
| ---------------------------------------- | ----------------------------- | ------------------- | --------- | ----------------------------------------- |
| avant 1874                               | après 1875                    | Duflocq             |           |                                           |
| Les données manquantes sont à compléter. |                               |                     |           |                                           |
| 1909                                     | 1914                          | Désiré Delettre     |           |                                           |
| 1914                                     | 1919                          | Henri Emile Duflocq |           |                                           |
| 1919                                     | 1925                          | Léon Gogery         |           |                                           |
| 1925                                     | 1935                          | Louis Bénard        |           |                                           |
| 1935                                     | 1947                          | Léon Gogery         |           |                                           |
| 1947                                     | 1955                          | Aristide Denizot    |           |                                           |
| 1955                                     | 1965                          | Léon Cugny          |           |                                           |
| 1965                                     | juin 1995                     | Roger Lefèvre       |           |                                           |
| juin 1995                                | mars 2008                     | Lydie Chrétien      |           | (1949-2014)                               |
| mars 2008                                | En cours (au 11 juillet 2020) | Eric Valet          |           | Industriel Réélu pour le mandat 2020-2026 |

## Démographie
L'évolution du nombre d'habitants est connue à travers les recensements de la population effectués dans la commune depuis 1793. Pour les communes de moins de 10 000 habitants, une enquête de recensement portant sur toute la population est réalisée tous les cinq ans, les populations de référence des années intermédiaires étant quant à elles estimées par interpolation ou extrapolation. Pour la commune, le premier recensement exhaustif entrant dans le cadre du nouveau dispositif a été réalisé en 2007.

En 2022, la commune comptait 219 habitants, en évolution de −11,69 % par rapport à 2016 (Aisne : −1,97 %, France hors Mayotte : +2,11 %).
| 1793 | 1800 | 1806 | 1821 | 1831 | 1836 | 1841 | 1846 | 1851 |
| ---- | ---- | ---- | ---- | ---- | ---- | ---- | ---- | ---- |
| 171  | 215  | 186  | 183  | 264  | 234  | 247  | 250  | 251  |

| 1856 | 1861 | 1866 | 1872 | 1876 | 1881 | 1886 | 1891 | 1896 |
| ---- | ---- | ---- | ---- | ---- | ---- | ---- | ---- | ---- |
| 209  | 215  | 220  | 232  | 206  | 208  | 220  | 214  | 238  |

| 1901 | 1906 | 1911 | 1921 | 1926 | 1931 | 1936 | 1946 | 1954 |
| ---- | ---- | ---- | ---- | ---- | ---- | ---- | ---- | ---- |
| 270  | 255  | 292  | 355  | 291  | 298  | 317  | 264  | 278  |

| 1962 | 1968 | 1975 | 1982 | 1990 | 1999 | 2006 | 2007 | 2012 |
| ---- | ---- | ---- | ---- | ---- | ---- | ---- | ---- | ---- |
| 295  | 260  | 250  | 219  | 212  | 238  | 267  | 272  | 257  |

| 2017 | 2022 | - | - | - | - | - | - | - |
| ---- | ---- | - | - | - | - | - | - | - |
| 244  | 219  | - | - | - | - | - | - | - |

## Culture locale et patrimoine

### Lieux et monuments
- L'église Saint-Martin et ses dalles classées.

Placée sous l'invocation de saint Martin, l'église romane date du XIIe siècle mais certaines parties montrent des éléments de réemploi manifestement plus anciens : comme souvent, l'existence d'un sanctuaire antérieur n'est pas à exclure. L'édifice est classé. Il est en pierre taillée avec un clocher flanqué de pignons à redents, dits aussi « à gradins » ou « à pas de moineau » (très érodés). Ce détail typique du Soissonnais est fréquent sur les maisons mais extrêmement rare sur les églises de la région : on n'en connaît que seize à avoir été décorées de ce motif. Il s'agit même d'un des plus anciens exemples de ce particularisme local, toutes architectures confondues. On remarquera par ailleurs l'abside couverte de lauzes, détail curieux, sinon unique dans l'Aisne... À l'intérieur, les deux dalles funéraires à effigies gravées sont également classées Monument historique : celle de Jehan Mérast, seigneur des Pisserolles, ainsi que sa femme date de 1557 (l'inscription est en grande partie effacée) et celle d'Anne Thuret, de 1642.
L'église repose sur une terrasse dominant l'Ourcq que l'on devine à travers les frondaisons d'un parc (propriété privée). Elle est entourée d'un petit cimetière non sans charme : les tombes anciennes abondent, dont certaines ne laissent pas d'étonner, comme celle de ce « consul de Portugal à Bahia » égaré dans les brumes de l'Aisne... Leur état d'abandon a cependant amené la commune à entamer une procédure de reprise en 2005 et ces monuments devraient bientôt disparaître.
- Les ponts Bernard et la chaussée Brunehaut.

- La nécropole gallo-romaine et mérovingienne.

- Le patrimoine vernaculaire

(en cours de rédaction)

### Personnalités liées à la commune
- Le roi Clotaire Ier est à l'origine du palais de Brennacum. Selon l'Historia Francorum de Grégoire de Tours, il y conservait son trésor.
- Son fils Chilpéric Ier et la reine Frédégonde y vécurent ensuite, pour ne citer qu'eux parmi de nombreux princes de la maison mérovingienne.
- Grégoire de Tours fut un hôte régulier du palais qu'il cite abondamment dans son Historia Francorum. En 580, accusé par Chilpéric d'avoir calomnié Frédégonde, il y fut convoqué pour jurer de son innocence sur « les trois autels » de l'église.
- Pépin le Bref réunit les Francs à Breny en mars 754. Après y avoir tenu un placitum (plaid) de la noblesse, l'armée franque partit de Breny vers Lyon et Vienne pour attaquer Astolphe, roi des Lombards, qui menaçait le pape Étienne II et voulait s'emparer de Rome.
- Le roi Charles II le Chauve donne en 835 sa terre de Breny, dépendant du domaine royal, à un diacre de son église nommé Fulbert. Celui-ci la cède peu après à l'abbaye de Saint-Crépin-le-Grand de Soissons.
- Guidon, commensal de Thibaut Ier, comte de Champagne, est cité comme Guidon de Breny en 1072 à l'occasion d'un don à l'abbaye de Coincy[39]. À cette occasion, l'église de Breny est dénommée « altare de Brennaco ».
- Le général Alain Le Ray, alors jeune lieutenant commandant de compagnie, est fait prisonnier à Breny lors du terrible combat du 9 juin 1940. De là, il sera envoyé à la forteresse de Colditz d'où il sera le premier à s'évader.
- L'écrivain et journaliste Denis Lefèvre, né dans une famille d'agriculteurs de la commune, vit et travaille à Breny. Il est le fils de Roger Lefèvre, ancien maire de Breny.
- Le journaliste et écrivain Jean-Luc Marroux dit Andréi a été à l'origine de la création de l'histoire de Breny sur Wikipedia. Il est décédé le 26 juillet 2011 et inhumé au cimetière de Breny.

## Pour approfondir